# Biafra
Il Biafra, ufficialmente la Repubblica del Biafra, ebbe una vita breve come Stato secessionista nel sud-est della Nigeria. Esistette dal 30 maggio 1967 al 15 gennaio 1970. Il Capo di Stato Maggiore annunciò formalmente la capitolazione il 12 gennaio. Il Paese prese nome dal Golfo del Biafra, sul quale si affacciava.
Gli abitanti erano per lo più la gente Igbo, che guidò la secessione a causa di tensioni economiche, etniche, culturali e religiose tra i vari popoli della Nigeria. Altri gruppi etnici erano Efik, Ibibio, Annang, Ejagham, Eket, Ibeno e Ijaw.

## Etimologia
Il nome Biafra è un termine della lingua igbo che sta per il significato dell'accoglienza, dell'ospitalità; il nome è accomunato al golfo del Biafra.

## Storia
La secessione della regione del Biafra fu la causa primaria della guerra civile nigeriana, conosciuta anche come guerra del Biafra.
Il Biafra fu riconosciuto solo da un piccolo numero di paesi durante la sua esistenza: Gabon, Haiti, Costa d'Avorio, Tanzania, Israele e Zambia. Nonostante la mancanza di un riconoscimento ufficiale, altri paesi fornirono assistenza militare al Biafra e in particolar modo Francia, Rhodesia e Sudafrica. L'aiuto del Portogallo fu cruciale per la sopravvivenza della repubblica. L'allora colonia portoghese di São Tomé e Príncipe divenne un centro di raccolta degli aiuti umanitari. La moneta del Biafra fu stampata a Lisbona, che era anche sede dei principali uffici d'oltremare del Biafra.
Nel gennaio 1966 ci fu in Nigeria un tentativo di colpo di Stato, che fu sanguinoso, ma di breve durata. Dal momento che quasi tutti gli ufficiali igbo (o ibo) dell'esercito nigeriano erano sopravvissuti, si sospettò che fossero stati proprio loro a provocare il colpo di Stato e nei mesi di maggio e settembre 1966 gli ibo immigrati nel nord della Nigeria furono vittime di uccisioni di massa. Quasi tutta la popolazione ibo, stimata allora in 11 milioni, viveva in quella che era la regione orientale della Nigeria, amministrata da un governatore militare ibo, il tenente colonnello Chukwuemeka Odumegwu Ojukwu. Egli dichiarò la regione uno Stato indipendente con capitale Enugu e le sue truppe iniziarono a confiscare le risorse federali, come per esempio i veicoli postali in entrata.
La Nigeria rispose inizialmente con un blocco economico e invase il territorio il 6 luglio 1967. Nella successiva guerra civile, le truppe del Biafra compirono delle incursioni a ovest, in territorio nigeriano, nei mesi di luglio e agosto. Le truppe nigeriane, però, si difesero e contrattaccarono, avanzando in Biafra e obbligando il governo a trasferire ripetutamente la capitale da Enugu ad Aba e poi a Umuahia verso la fine dell'anno, e infine a Owerri nel 1969. Sempre in quell'anno, il 9 maggio, vi fu una strage presso una base Eni, dove morirono 10 tecnici italiani e uno arabo.
Dal 1970 il Biafra, sconvolto dalla guerra, si trovò ad avere una grande necessità di viveri. In pieno collasso militare ed economico, Chukwuemeka Odumegwu Ojukwu fuggì dal Paese e il resto del territorio della repubblica fu incorporato nello stato nigeriano.
Si ritiene che circa un milione di persone siano morte nel conflitto, soprattutto a causa della fame e delle malattie. La fame fu causata anche dall’avanzata delle truppe nemiche che derubavano le famiglie e portavano via il cibo da ogni singola casa. Dopo la guerra, per cancellarne anche il nome, il governo nigeriano rinominò il Golfo del Biafra in Golfo di Bonny. Una delle ragioni per cui la Nigeria non concesse l'indipendenza è che in questa regione sud-orientale esistono i maggiori giacimenti di petrolio del Paese, una risorsa di cui altri Stati hanno cercato di impadronirsi.

### Il percorso di riconciliazione
Nel 1999 il giornale Guardian of Lagos riferì che il presidente Olusegun Obasanjo aveva commutato in pensionamento il congedo di tutti i militari che avevano combattuto per la secessione del Biafra. In una trasmissione su una rete televisiva nazionale, disse che la decisione si fondava sulla convinzione che «la giustizia deve sempre essere temperata dalla misericordia». Si deve anche considerare il fatto che, durante l'anno precedente questa dichiarazione, c'era stato un ritorno del sentimento pro-Biafra in una parte della popolazione igbo, che sosteneva di essere stata emarginata nella federazione nigeriana.

## Geografia
Il Biafra aveva una superficie di 77310 km², con confini terrestri con la Nigeria a nord e ad ovest e con il Camerun ad est. A sud si affacciava sul Golfo di Guinea. Tre grandi fiumi scorrono nella regione del Biafra verso il Golfo di Guinea: l'Imo, il Cross e il Niger. Il territorio del Biafra fa parte oggi degli Stati nigeriani di Cross River, Ebonyi, Enugu, Anambra, Imo, Bayelsa, Rivers, Abia, Akwa Ibom e Delta.

## Società

### Bandiera
Il Biafra secessionista adottò una bandiera con i colori panafricani e il simbolo del sole nascente.

### Stemma
Il Biafra dispose di uno stemma.

#### Altri stemmi del Biafra

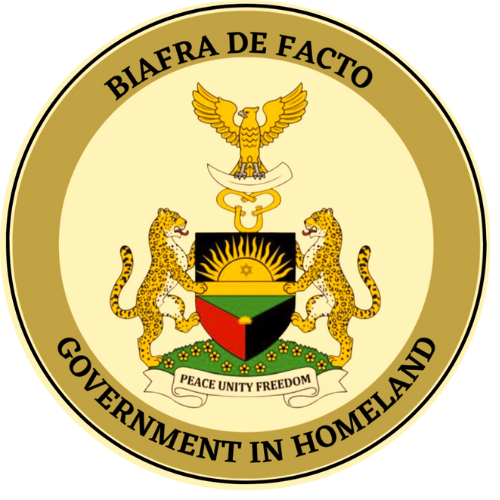
Lo stemma del governo in esilio
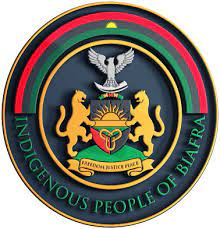
Indigenous People of Biafra (IPOB) - agenzia del governo biafriano in esilio
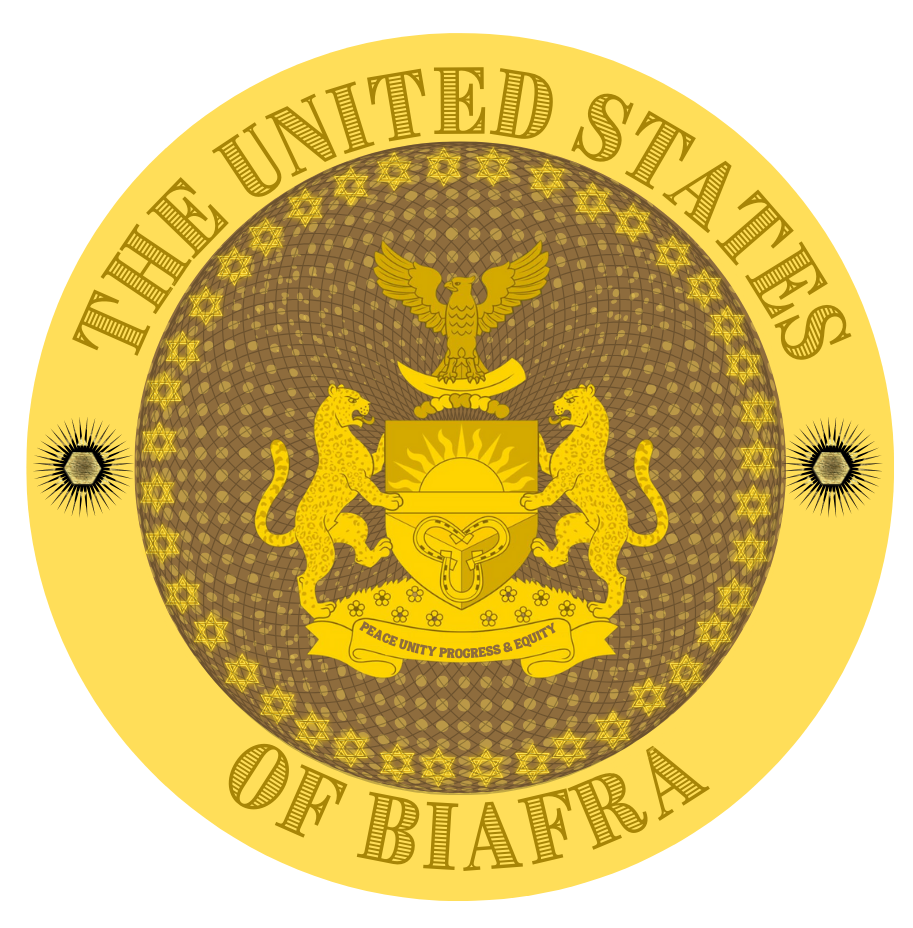

### Lingua
Durante l'esistenza dello Stato, la lingua predominante del Biafra era l'igbo. Insieme all'igbo c'erano una varietà di altre lingue, tra cui Efik, Ijaw, Annang e Ibibio. L'inglese era la lingua ufficiale.

## Economia
La prima istituzione realizzata dal governo del Biafra fu la Banca del Biafra, compiuta con il "Decreto n ° 3 del 1967". La Banca ha effettuato tutte le funzioni centrali bancarie, tra cui la somministrazione di valuta estera e la gestione del debito pubblico della Repubblica. La banca è stata amministrata da un governatore e quattro consiglieri; il primo governatore, che ha firmato le banconote, era Sylvester Ugoh. Un secondo decreto, "Decreto n ° 4 del 1967", ha modificato la legge sulle banche della Repubblica Federale della Nigeria per la Repubblica del Biafra.
La banca aveva sede a Enugu, ma, a causa della guerra in corso, fu trasferita più volte. Il Governo del Biafra tentò di finanziare la guerra attraverso cambi di valuta: prima annunciò che la moneta nigeriana non aveva più corso legale (per far posto a una nuova valuta). Dopo l'annuncio, tonnellate di banconote nigeriane furono trasportate in un tentativo di acquistare valuta estera.
La valuta del Biafra era stata la Lira nigeriana, fino a quando la Banca del Biafra iniziò a stampare le proprie Lira del Biafra. La nuova moneta ebbe corso legale dal 28 gennaio 1968 e la sterlina nigeriano non fu più accettata come unità di scambio. Le prime banconote ad essere emesse furono quelle da 5 scellini e da 1 lira, nel 1967.

## Difesa militare

Coccarda del Biafra Air Force.

All'inizio della guerra, il Biafra aveva circa 3 000 soldati, ma alla fine della guerra, essi erano 30 000. L'esercito del Biafra non ricevette alcun supporto ufficiale da nessun altro Stato durante la guerra, anche se furono acquistate clandestinamente armi. Un certo numero di ufficiali europei diedero il loro contributo alla causa del Biafra: il tedesco Rolf Steiner era un tenente colonnello assegnato al 4° Commando Brigade e il gallese Taffy Williams fu un maggiore fino alla fine del conflitto.
I biafrani riuscirono a creare una forza aerea piccola, ma efficace. I comandanti BAF erano Chude Sokey e poi Godwin Ezeilo, addestrati dalla Royal Canadian Air Force. Le forze aree del Biafra comprendevano due B-25 Mitchell, un B-26 Invader (pilotato dall'asso polacco della seconda guerra mondiale Jan Zumbach, noto anche come John Brown), un DC-3 e un Dove. Nel 1968 il pilota svedese Carl Gustav von Rosen suggerì il progetto MiniCOIN al generale Ojukwu. Entro la primavera del 1969, Biafra aveva riunito cinque Malmö MFI-9 nel Gabon, chiamandoli "Biafra Babies".
Nel settembre del 1969, il Biafra acquisì quattro ex Armée de l'Air North American T-6Gs, che furono trasportati in Biafra il mese successivo. Questi aerei fecero missioni fino al gennaio 1970, pilotati da ex piloti militari portoghesi.

## Nella cultura
- Il musicista Jello Biafra (vero nome Eric Reed Boucher), fondatore del gruppo Dead Kennedys ha preso il suo nome d'arte dallo stato del Biafra[11]

- "Pensa ai bambini del Biafra" è stata una frase abituale pronunciata dai genitori di fronte a un capriccio a tavola dei loro bambini.  Ancora oggi i "bambini del Biafra", sono una frequentazione proverbiale, quasi mitologica[12], anche se frequentemente non si ricorda più l'origine del modo di dire.